# Ribeyrolle 1918
Ribeyrolles 1918 là loại súng trường tấn công thử nghiệm dự tính sẽ được chế tạo cho lực lượng quân đội Pháp, nó không tiến xa hơn giai đoạn thử nghiệm nhưng các chi tiết của súng được dùng để phát triển các loại súng khác sau đó. Súng sử dụng cơ chế nạp đạn bằng phản lực bắn. dùng loại đạn 8x35 mm với hộp đạn 25 viên. Nó có chân chống chữ V nhẹ ở phía trước để có thể dùng như một loại súng yểm trợ bộ binh và có thể gắn thêm lưỡi lê.